# 火鳳燎原
『火鳳燎原』（かほうりょうげん）は、陳某（チェン・マオ）による香港、台湾の漫画作品。およびそれを原作とした中国のアニメ作品。

## 概要
正式名称は「三国群雄伝 火鳳燎原」。2001年から台湾の出版社「東立出版社」の漫画雑誌、新少年快報で連載される。2024年現在は同社の電子書籍部門「東立電子書城」で不定期連載中。既刊は2024年12月時点で78巻。
『三国志』を題材に、『三国志演義』や多くの二次創作要素を加え、登場人物の出自に独自の解釈がされている。演義関連作品の多くは蜀漢の劉備、魏の曹操、呉の孫権を主人公として描いてきたが、本作では蜀漢の武将である趙雲（燎原火）と、三国時代の最終的勝利者である司馬懿を主軸に、「司馬懿が天下統一を目指す」という物語で、刺客集団「残兵」など、史実『三国志』『三国志演義』にも居ないオリジナルキャラクターが多数登場する。
軍師の奇策や駆け引き、予想外の展開、日本の漫画に近いコマ割りや繊細な画風で大きな話題となった。従来の『三国志演義』を覆し、「後三国時代」という概念を間接的に生み出すほどの影響力を持っている。
香港と台湾を中心に、日本、韓国、シンガポール、タイ、ベトナムなどのアジア圏で展開し、アニメのほかに小説、スマートフォンゲーム、舞台劇なども展開されている。

## あらすじ
後漢末、董卓は黄巾賊を討伐する名目で洛陽を我が物とし、傀儡の帝を据え、その暴虐は天下を混沌の渦に巻き込んだ。時を同じくして、卓越した才智を持つ司馬懿と、世に勇名を轟かせる配下の燎原火は、董卓の腹心・許臨を闇に葬り、さらに董卓勢力を覆すため、陰謀の糸を張り巡らせる。一方、許臨と義兄弟の契りを結んでいた呂布も、兄の仇を討つべく、殺戮を開始しようとしていた。

## 登場人物

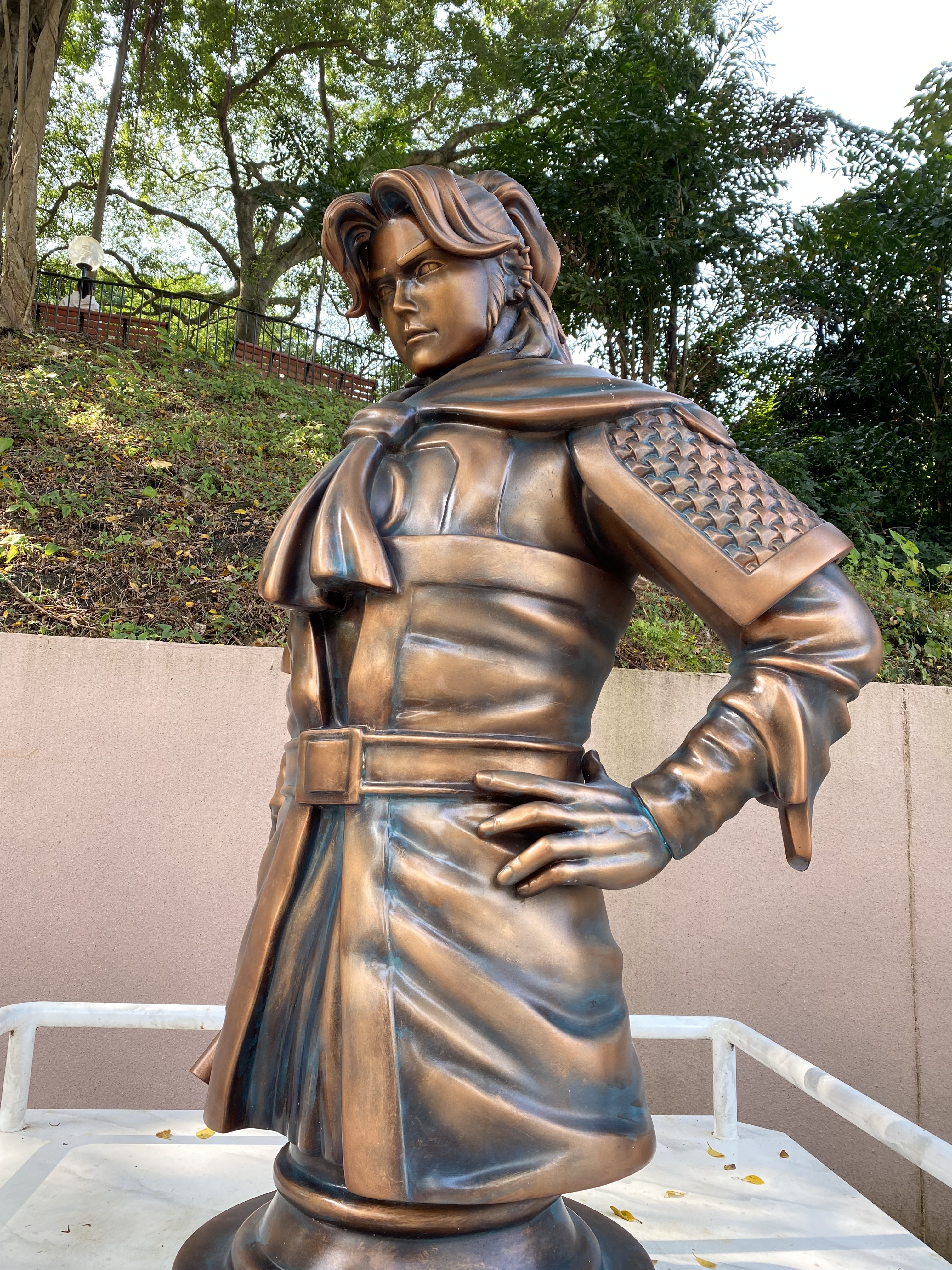
燎原火

火鳳燎原の登場人物も参照。

### 河内司馬家
- 司馬懿：字は仲達。
河内有数の富豪「司馬家」の次男であり、謀略と算術に優れた天才で、「残兵」の指揮官。七人の兄弟と合わせて「八達」と称される。「知」の代表格で、戦火の中で生まれ変わった不死鳥のような存在であり、作品タイトル「鳳」は彼を指す。

### 「残兵」
金さえ払えば命を奪う刺客組織。司馬家の私兵でもある。名前の由来は、組織のメンバー全員が何らかの身体的欠陥を持つことから。
- 燎原火：あの出来事で趙雲の名を得て、字は子龍。「残兵」の首領。
表向けの障害は隻眼だが、真の障害は神経に異常があり、痛みを感じない。さらに驚異的な回復能力を持ち、故にその戦術は危険な奇策を好み、敵味方から「怪物」と恐れられるほど、全身が胆のような命知らず。槍や暗器（苦無）、あらゆる武器を巧みに使いこなし、常山剣法や徒手格闘にも精通する文武両道の奇才持ち。「勇」の代表格で、作品タイトル「火」は彼を指す。
- 小孟：「残兵」のひとり。
他の「残兵」同様に身体に障害を持ち、彼の場合は元宦官で、女装が得意。独自の弓術スタイルを持ち、右足で立った状態で左足で弓を支え、百歩離れた的を射抜くことができる弓の名手。燎原火に対して、兄弟以上の深い情を持っている。

### 董卓陣営
- 董卓：字は仲穎。後漢末の西涼太守。
宦官の乱で大将軍・何進が殺害されると、仇を討つ名目で大軍を率いて洛陽入りし、劉協を皇帝に擁立して後漢王朝の実質的な権力者となる。野心家であるが果敢で聡明でもあり、人材登用と人心掌握に長ける一方、悪事を働くことも厭わない。西涼人の王朝を築くという夢を持つ。
- 許臨：董卓帳下の四軍師（呂布・李儒・賈詡）の一人。
「智冠天下」の称号を持ち、天下に並ぶ者がいないほどの知略の持ち主と呼ばれる。董卓のために関東連合軍の家族を人質にして攻勢を阻止し、董卓が洛陽入りすると都督となって兵権を握るが、多くの群雄から命を狙われるようになる。呂布を高く評価しており、義兄弟の契りを結ぶ。
- 呂布：字は奉先。董卓帳下の四軍師の一人。
方天画戟を愛用し、「人中に呂布あり、馬中に赤兎あり」と称されるほど弓馬に長け、「戦神」と呼ばれる。普段は「勇猛だが智謀に欠ける」と周囲に思わせる立ち居振る舞いだが、その実は智勇兼備の将である。並外れた野心を持っており、そのためには自己保身を第一とし、窮地に陥ると一時的に屈することも厭わない。名声や道義は軽視する傾向にある。

## アニメ作品
2023年に中国で第一期がCGアニメ化。中華圏でbilibili独占配信される。グローバル版がYoutubeのbilibili公式チャンネルで配信されているが日本からの視聴は不可能となっている。

## コラボレーション
コーエーテクモのゲーム、「三國志8 REMAKE」でコラボレーションが決定した。

## 日本語版コミックス
メディアファクトリーから発行されていた三国志専門の漫画雑誌「コミック三国志マガジン」で連載。同社から単行本が9巻まで発行されたが、雑誌が廃刊し、それに伴い日本語版は打ち切りとなる。以降、日本における商業展開は現在まで途絶えた状態となっている。
単行本は絶版、電子書籍化もされていない。
『三国志群雄伝　火鳳燎原』 MFコミックス、フラッパーシリーズ。
- １ - 2005年。ISBN 9784840113359。
- ２ - 2005年。ISBN 9784840113458。
- ３ - 2006年。ISBN 9784840113748。
- ４ - 2007年。ISBN 9784840116589。
- ５ - 2007年。ISBN 9784840119832。
- ６ - 2008年。ISBN 9784840119863。
- ７ - 2008年。ISBN 9784840122535。
- ８ - 2009年。ISBN 9784840125260。
- ９ - 2009年。ISBN 9784840129527。

中文版、その他の版は火鳳燎原の出版書籍を参照。